# Кардинал корони
Кардинал корони (італ. Cardinale della corona) — у середньовічній Європі кардинали, найвищі представники Римо-католицької церкви в королівстві, що були запропоновані монархом, щоб виступати як представники в колегії кардиналів. У ширшому розумінні цей термін може стосуватися будь-якого кардинала, призначеного на прохання монарха.

## Історія
З часів понтифікату Папи Римського Климента V, першого авіньйонського папи, деякі світські правителі, а саме: імператори Священної Римської імперії, пізніше — австрійські імператори, королі Франції, Іспанії, Португалії та Польщі, венеційські дожі) дістали право рекомендувати кандидатів на призначення кардиналами.

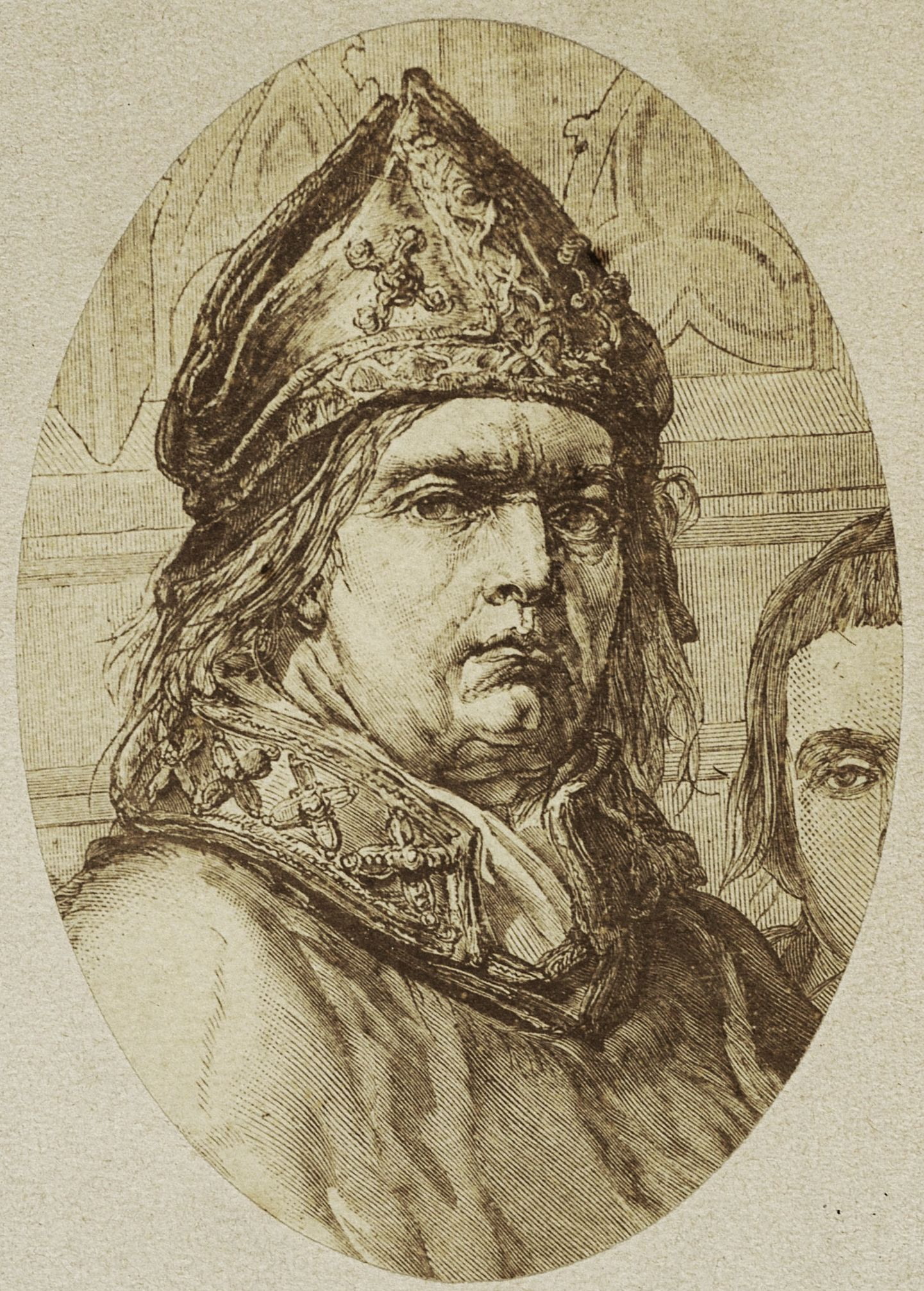
Збігнев Олесницький, один з перший Кардиналів корони

Ці кардинали, що призначалися через відповідні політичні причини, отримали назву кардиналів корони (cardinales coronæ).
Така практика була припинена наприкінці XIX ст. В історії кардинали корони часто відігравали велику політичну роль, будучи міністрами та найголовнішими радниками своїх монархів.
Найвідомішими серед них були французькі перші міністри — кардинали Рішельє, Джуліо Мазаріні та Флері, або в Англії — Томас Волсі. будучи кардиналами, вони піклувалися насамперед про інтереси своїх монархів і держав, а часто кардиналами ставали саме через заступництво цих монархів. Також можна назвати кардинала Луї Рене Едуарда, принца Рогана, що особливо відомий своєю роллю у справі про намисто під час правління Людовика XVI.